# インサイド・ルーウィン・デイヴィス 名もなき男の歌
『インサイド・ルーウィン・デイヴィス 名もなき男の歌』（Inside Llewyn Davis）は、コーエン兄弟監督・脚本・編集による2013年のアメリカ合衆国のコメディ・ドラマ映画である。
出演はオスカー・アイザック、キャリー・マリガン、ジョン・グッドマン、製作はコーエン兄弟とスコット・ルーディンである。またT・ボーン・バーネットがエグゼクティブ音楽プロデューサーを務めた。
1961年のニューヨーク・フォーク・シーンで活動していた歌手の生涯の1週間を扱う。フォーク歌手デイヴ・ヴァン・ロンクの自伝をヒントにしている。劇中歌は撮影中に生で録音された。
2013年5月19日に第66回カンヌ国際映画祭のコンペティション部門で上映され、審査員特別グランプリを獲得した。第86回アカデミー賞には撮影賞と録音賞にノミネートされた。また第71回ゴールデングローブ賞には作品賞（ミュージカル・コメディ部門）を含む3部門にノミネートされた。

## あらすじ
1961年、ルーウィン・デイヴィスは、ニューヨークのグリニッジ・ヴィレッジに住む売れないフォーク歌手だった。彼の単独アルバム「インサイド・ルーウィン・デイヴィス」は売れてなかったので、彼は貧乏で友人達のソファで寝泊まりしていた。ある夜、ガスライト・カフェで演奏した後、彼はカフェの裏通りでスーツを着た男に叩きのめされる。
デイヴィスは、友人であるゴーファイン夫妻のアパートで目覚める。アパートを出る時、彼らの飼い猫が逃げ出し、閉め出されてしまう。デイヴィスは猫を連れてジムとジーン・バーキーのアパートに行く。ジーンは、嫌々ながらデイヴィスが泊まることを許す。ジーンはデイヴィスに、自分が妊娠したこと、子供の父親はデイヴィスであろうことを告げる。翌朝、デイヴィスが窓を開けると、ゴーファインの猫が逃げ出す。その後、ジーンはデイヴィスに中絶代を払うことを求めるものの、動揺しつつ子供の父親がジムであると言う。
デイヴィスは金を借りようと妹を訪れる。金の代わりに、彼女はデイヴィスの持ち物が入った箱をよこすが、彼は捨ててくれと言う。彼女は、デイヴィスが商船局から金を還付してもらえる可能性について話す。ジムの誘いで、デイヴィスは、ジムとアイ・コディと一緒に、宇宙旅行をテーマにしたコミックソングを録音する。中絶費用が必要なので、デイヴィスは印税の代わりに即金として200ドルを受け取る。デイヴィスは中絶の予約を取ろうとするが、2年前にデイヴィスと別の女性との子供を中絶する同じ手続きの後、彼には知らせないまま、女性が産んだため、支払いが不要なことを知る。
デイヴィスはゴーファインの物だと思う猫を捕まえ、夜彼らのところへ連れて行く。夕食の後、演奏を頼まれたので、デイヴィスは嫌々ながら、昔のパートナーのマイクと録音した、「フェア・ティー・ウェル」(Fare Thee Well)を弾く。ゴーファイン夫人がマイクの部分を歌ったところ、デイヴィスは歌うなと怒る。彼女は泣きながら食事の席を去ったが、猫を連れて戻ると、陰嚢が無いので自分達の猫ではないと言う。デイヴィスは猫を連れてその場を去る。
デイヴィスはビート・ジェネレーション詩人のジョニー・ファイブとジャズ演奏家のローランド・ターナーと共にシカゴへ車を走らせる。旅の途中、自殺したマイク・ティムリンについて話す。
道沿いのレストランで、ローランドがヘロインの過剰摂取で倒れる。3人は高速道路の横で休憩する。警察官がやって来て彼らに移動するよう告げる際、ジョニーが酔っているのではないかと疑い、車の外に出るように命令する。ジョニーは抵抗し、逮捕される。車の鍵が無かったので、デイヴィスは車を捨て、猫を残し、意識不明のローランドを残して去る。デイヴィスは、バッド・グロスマンのオーディションを受け、グロスマンに、一人でやるには向いていないが、グロスマンの組む3人組の1人として参加することを提案される。デイヴィスは提案を拒否し、ニューヨークへヒッチハイクで戻る。車の持ち主が寝ている間、デイヴィスは車を運転していて、猫をはねる。デイヴィスは猫が足を引きずって森に入って行くのを見る。
ニューヨークで、デイヴィスは最後の148ドルを商船員組合に再加入するために使う。彼は航海に出るために自分の船員免許を探すが、それは彼が妹に捨てるように言った箱の中に入っていた。デイヴィスはそれを再発行するために組合事務所へ行くが、85ドルの費用を支払えなかった。彼はジーンのところへ行くと、ジーンはデイヴィスのガスライト・カフェでの演奏を取り付けたと言う。
ガスライト・カフェで、デイヴィスはマネージャーのパッピもまたジーンと肉体関係があったことを知る。デイヴィスは酔って、歌っていた女に野次を飛ばす。彼はゴーファインを訪ねると、親切に迎えられ、先日録音したコミックソングが大ヒットし、多額の印税が発生したことを知った。彼は夫妻の猫、ユリシーズが戻ってきたのを見つけて驚く。
冒頭の映像の拡張版が流れ、それがフラッシュフォワードだったことが明らかになる。デイヴィスはガスライト・カフェで演奏している。パッピが前夜のデイヴィスの野次をからかい、デイヴィスの友人が裏通りで待っていると言う。カフェを後にする際、デイヴィスは若きボブ・ディランが「フェアウェル」(Farewell)を歌うのを見る。ガスライト・カフェの裏で、デイヴィスは、前夜に歌っている際に、デイヴィスに激しくやじられた女の夫であるスーツの男に叩きのめされる。デイヴィスは男がタクシーで去るのを見ながら、「また会おうぜ」と言う。

## キャスト
- ルーウィン・デイヴィス（英語版） - オスカー・アイザック[6]
- ジーン・バーキー - キャリー・マリガン[7]
- ローランド・ターナー - ジョン・グッドマン[8][9]
- ジョニー・ファイヴ - ギャレット・ヘドランド[10]
- ジム・バーキー - ジャスティン・ティンバーレイク[11]
- バド・グロスマン - F・マーリー・エイブラハム[12]
- トロイ・ネルソン - スターク・サンズ[12]
- ジョイ - Jeanine Serralles[12]
- アル・コーディ - アダム・ドライバー[13]
- ミッチ・ゴーフェイン - イーサン・フィリップス[14]
- マーティ・グリーン - アレックス・カルボウスキー（英語版）
- Pappi Corsicato - マックス・カセラ
- マイク・ティムリン - クリス・エルドリッジ
- 若年期のボブ・ディラン - ベンジャミン・パイク[15]

## 公開
ワールドプレミアは2013年5月19日に第66回カンヌ国際映画祭で行われた。その後、9月のニューヨーク映画祭、11月のAFI映画祭とトリノ映画祭などで上映された。
北米では2013年12月6日にロサンゼルスとニューヨークなどで限定公開が始まった。12月20日には148劇場まで増加し、2014年1月10日には拡大公開された。

## 評価

### 批評家の反応
Rotten Tomatoesでは234件のレビューで支持率は94%、平均点は8.5/10となった。Metacriticでは47件のレビューで加重平均値は92/100となった。
- ヴィレッジ・ヴォイス評「魅力的な演技は可笑しく生き生きしているが、今回の兄弟は暗いムードだ。妥協するには誠実すぎる芸術家にはほぼ避けようのない失望を描いている。その失望は、コーエン兄弟がこれまで誤魔化さずに向き合ってきたものだ。結果として『シリアスマン』以来最も魅惑的な映画となっている」[24]

- ハリウッド・リポーター評「1960年代フォーク・シーンについての際立ったフィクション。サントラは新鮮だし、オスカー・アイザックの演技は、"ルーウィンを見続けたい"と思わせる」[25]

また、ピーター・バラカンは自身のラジオ番組「ウィークエンドサンシャイン」（2014年5月3日）で、「非常に面白い映画です。コーエン兄弟が撮っているので伏線がいろいろあるんですが、ジョン・ハモンドやアルバート・グロスマン（劇中ではバッド・グロスマン）も出てきます。音楽の部分もそうですが、人間模様も僕には非常に面白かった」とした。
英ガーディアン紙が選ぶ2014年映画ベスト10の第4位を獲得。
いっぽう、フォーク歌手たちは「当時のフォークシーンの仲の良さを誤解している」として作品を批判。
- デイヴ・ヴァン・ロンクの元妻テリー・サールは「1960年代初期のフォークの世界とまったくちがうものになるとは思わなかったわ」とした[27]。
- スザンヌ・ヴェガは「活気に満ちて火花の散る、競争的でロマンティックでコミューンっぽくていかれてて酔っぱらってて乱闘騒ぎのあったようなシーンを、ゆったりした茶色の悲しい映画に落とし込んじゃったように感じる」と発言[28]。

### 受賞とノミネート
| 映画祭・賞                       | 部門                                    | 候補 | 結果       |
| -------------------------------- | --------------------------------------- | --- | ---------- |
| カンヌ国際映画祭                 | パルム・ドール                          | ジョエル&イーサン・コーエン                                                                                                  | ノミネート |
| カンヌ国際映画祭                 | 審査員特別グランプリ                    | ジョエル&イーサン・コーエン                                                                                                  | 受賞       |
| アカデミー賞                     | 撮影賞                                  | ブリュノ・デルボネル | ノミネート |
| アカデミー賞                     | 録音賞                                  | スキップ・リーヴセイ、 グレッグ・オルロフ、 ピーター・カーランド                                                             | ノミネート |
| ゴールデングローブ賞             | 作品賞 (ミュージカル・コメディ部門)     | | ノミネート |
| ゴールデングローブ賞             | 主演男優賞 (ミュージカル・コメディ部門) | オスカー・アイザック | ノミネート |
| ゴールデングローブ賞             | 主題歌賞                                | エド・ラッシュ、 ジョージ・クロマティ、 T・ボーン・バーネット、 ジャスティン・ティンバーレイク、 ジョエル&イーサン・コーエン | ノミネート |
| ニューヨーク映画批評家協会賞     | 撮影賞                                  | ブリュノ・デルボネル | 受賞       |
| ロサンゼルス映画批評家協会賞     | 音楽賞                                  | T・ボーン・バーネット | 受賞       |
| 全米映画批評家協会賞             | 作品賞                                  | | 受賞       |
| 全米映画批評家協会賞             | 監督賞                                  | ジョエル&イーサン・コーエン                                                                                                  | 受賞       |
| 全米映画批評家協会賞             | 主演男優賞                              | オスカー・アイザック | 受賞       |
| 全米映画批評家協会賞             | 撮影賞                                  | ブリュノ・デルボネル | 受賞       |
| クリティクス・チョイス・アワード | 作品賞                                  | | ノミネート |
| クリティクス・チョイス・アワード | 脚本賞                                  | ジョエル&イーサン・コーエン                                                                                                  | ノミネート |
| クリティクス・チョイス・アワード | 撮影賞                                  | ブリュノ・デルボネル | ノミネート |
| クリティクス・チョイス・アワード | 歌曲賞                                  | エド・ラッシュ、 ジョージ・クロマティ、 T＝ボーン・バーネット、 ジャスティン・ティンバーレイク、 ジョエル&イーサン・コーエン | ノミネート |
| インディペンデント・スピリット賞 | 作品賞                                  | ジョエル&イーサン・コーエン、 スコット・ルーディン                                                                           | ノミネート |
| インディペンデント・スピリット賞 | 主演男優賞                              | オスカー・アイザック | ノミネート |
| インディペンデント・スピリット賞 | 撮影賞                                  | ブリュノ・デルボネル | ノミネート |
| 英国アカデミー賞                 | オリジナル脚本賞                        | ジョエル&イーサン・コーエン                                                                                                  | ノミネート |
| 英国アカデミー賞                 | 撮影賞                                  | ブリュノ・デルボネル | ノミネート |
| 英国アカデミー賞                 | 音響賞                                  | | ノミネート |

## 曲目ほか
| #         | タイトル                                | 作詞・作曲                                                                                  | Artist                                                                                   | 時間  |
| --------- | --------------------------------------- | ------------------------------------------------------------------------------------------- | ---------------------------------------------------------------------------------------- | ----- |
| 1.        | 「Hang Me, Oh Hang Me」                 | 民謡                                                                                        | オスカー・アイザック                                                                     | 3:26  |
| 2.        | 「Fare Thee Well (Dink's Song)」        | 民謡                                                                                        | オスカー・アイザック& Marcus Mumford                                                     | 3:00  |
| 3.        | 「The Last Thing On My Mind」           | トム・パクストン                                                                            | Stark Sands with Punch Brothers                                                          | 3:35  |
| 4.        | 「Five Hundred Miles」                  | Hedy West                                                                                   | ジャスティン・ティンバーレイク, Carey Mulligan & Stark Sands                             | 3:26  |
| 5.        | 「Please Mr. Kennedy」                  | Ed Rush, George Cromarty, T Bone Burnett, ジャスティン・ティンバーレイク, Joel & Ethan Coen | ジャスティン・ティンバーレイク, Oscar Isaac & Adam Driver                                | 1:59  |
| 6.        | 「Green, Green Rocky Road」             | Len Chandler & Robert Kaufman                                                               | オスカー・アイザック                                                                     | 3:17  |
| 7.        | 「The Death of Queen Jane」             | Music by Dáithí Sproule; Lyrics: Traditional                                                | オスカー・アイザック                                                                     | 3:58  |
| 8.        | 「The Roving Gambler」                  | Traditional                                                                                 | The Down Hill Strugglers with John Cohen                                                 | 3:05  |
| 9.        | 「The Shoals of Herring」               | Ewan MacColl                                                                                | Oscar Isaac with Punch Brothers                                                          | 1:41  |
| 10.       | 「The Auld Triangle」                   | Dominic Behan                                                                               | Chris Thile, Chris Eldridge, Marcus Mumford,ジャスティン・ティンバーレイク& Gabe Witcher | 2:42  |
| 11.       | 「The Storms Are On the Ocean」         | A.P. Carter                                                                                 | Nancy Blake                                                                              | 3:16  |
| 12.       | 「Fare Thee Well (Dink's Song)」        | Traditional                                                                                 | オスカー・アイザック                                                                     | 2:46  |
| 13.       | 「Farewell」(Unreleased Studio Version) | ボブ・ディラン                                                                              | ボブ・ディラン                                                                           | 2:07  |
| 14.       | 「Green, Green Rocky Road」             | Len Chandler & Robert Kaufman                                                               | Dave Van Ronk                                                                            | 3:45  |
| 合計時間: | 合計時間:                               | 合計時間:                                                                                   | 合計時間:                                                                                | 42:00 |

- ボブ・ディランの曲は未発表バージョン。